# Denílson de Oliveira
Denílson de Oliveira Araújo, más conocido como Denílson (Diadema, São Paulo, 24 de agosto de 1977), es un exfutbolista brasileño nacionalizado español.

## Biografía
Denílson inició su carrera en el São Paulo FC. Fue considerado como uno de los grandes fichajes de la liga española cuando en la temporada 1998-99 se convirtió en el fichaje más caro del mundo hasta la fecha al firmar con el Real Betis Balompié, pero su poco acierto de cara al gol y su irregularidad y mal juego lo convirtieron en una de las promesas fallidas. A pesar de ello, su mejor época fue vistiendo la camiseta verdiblanca, yéndose a Francia en la temporada 2005-06 a seguir su carrera, concretamente al FC Girondins de Burdeos, donde tampoco tuvo mucha suerte. Ya, en 2000 fue cedido por el Real Betis Balompié al Clube de Regatas do Flamengo para disputar el campeonato brasileño de ese año, regresando de nuevo al conjunto bético en 2001.
En 29 de julio de 2005, jura la Constitución Española convirtiéndose en comunitario y dejando de ocupar así una plaza de extracomunitario en el club.
Tras acabar contrato con el conjunto francés en 2006, Denílson jugó una temporada en el Al-Nassr  de Arabia Saudita. Posteriormente paso a las filas del FC Dallas, de Estados Unidos.
El 12 de febrero de 2007 firma contrato con el Sociedade Esportiva Palmeiras de Brasil. Con este equipo se proclama campeón del Campeonato Paulista en su primer año. En 31 de enero de 2009 firma contrato con el Itumbiara Esporte Clube de Brasil.
A principios de junio de 2009 ficha por el Xi Mang Hai Phong de Vietnam, tras tres semanas en el club decide poner fin a su carrera por las lesiones que sufre. En su periplo asiático solo jugó medio partido y anotó un gol. El 2 de febrero de 2010 ficha por el Kavala Griego por un periodo de 18 meses, volviendo así de su retiro.

## Selección nacional
Ha sido internacional con la selección de fútbol de Brasil en 61 ocasiones.
Se proclamó campeón de la Copa América 1997, donde derrotó a Bolivia por tres goles a uno. Denílson marcó dos goles en esa competición. Ese mismo año también conquistó la Copa Confederaciones, donde ganó el balón de oro que lo acreditó como el mejor jugador del torneo.
Participó en la Copa Mundial de Fútbol de Francia de 1998, disputando todos los encuentros del torneo. Actuó como titular en el tercer partido de la fase de grupos, ante Noruega. Participó en la final, ante Francia, entrando tras el descanso. La selección brasileña finalizó el torneo como subcampeón del mundo.
Participó en la Copa Mundial de Fútbol de Corea y Japón de 2002, aunque no salió en ningún partido como titular. Denílson disputó dos partidos en la fase de grupos, contra Turquía y China. Luego disputó otros dos encuentros (Bélgica y Turquía) antes de la gran final en la que Brasil derrotó a Alemania por dos goles a cero. En la final Denílson saltó al campo en el último minuto del partido.

#### Participaciones enCopas del Mundo
| Mundial                       | Sede                     | Resultado                | PJ | GA | Asis |
| ----------------------------- | ------------------------ | ------------------------ | -- | -- | ---- |
| Copa Mundial Sub-20 1995      | Catar                    | Subcampeón               | 4  | 0  | 0    |
| Mundial de Francia 1998       | Francia                  | Subcampeón               | 7  | 0  | 2    |
| Mundial de Corea y Japón 2002 | Corea del Sur y Japón    | Campeón                  | 5  | 0  | 0    |
| Total en Copas del Mundo      | Total en Copas del Mundo | Total en Copas del Mundo | 16 | 0  | 2    |

#### Participaciones enCopas América
| Torneo                 | Sede                   | Resultado              | PJ | GA | Asis |
| ---------------------- | ---------------------- | ---------------------- | -- | -- | ---- |
| Copa América 1997      | Bolivia                | Campeón                | 5  | 1  | 5    |
| Copa América 2001      | Colombia               | Cuartosde final        | 4  | 2  | 2    |
| Total en Copas América | Total en Copas América | Total en Copas América | 9  | 3  | 7    |

#### Participaciones enCopa Confederaciones
| Torneo                    | Sede           | Resultado | PJ | GA | Asis |
| ------------------------- | -------------- | --------- | -- | -- | ---- |
| Copa Confederaciones 1997 | Arabia Saudita | Campeón   | 5  | 1  | 2    |

#### Participaciones enCopas Oro
| Torneo        | Sede           | Resultado    | PJ | GA | Asis |
| ------------- | -------------- | ------------ | -- | -- | ---- |
| Copa Oro 1998 | Estados Unidos | Tercer lugar | 3  | 0  | 0    |

#### Participaciones enEliminatorias al Mundial
| Eliminatoria                                | Sede del Mundial      | Posición      | Resultado   | PJ | GA | Asis |
| ------------------------------------------- | --------------------- | ------------- | ----------- | -- | -- | ---- |
| Eliminatorias Mundial de Corea y Japón 2002 | Corea del Sur y Japón | 3°lugar 30pts | Clasificado | 6  | 0  | 1    |

## Comentarista y presentador
En junio de 2010 comenzó a trabajar como comentarista en Rede Bandeirantes durante la Copa del Mundo de 2010. Su participación fue notable en el programa Band Mania, presentado por Milton Neves y compartiendo el banquillo con los exjugadores Emerson y Vampeta. Gracias a sus buenas participaciones, la banda lo contrató definitivamente como presentador y comentarista.
También participó en el programa Deu Olé!, que se estrenó el 16 de junio de 2012, junto a Felipe Andreoli y Paloma Tocci, en Band, y permaneció en la parrilla de la estación durante aproximadamente un año. Actualmente es comentarista de Jogo Aberto, donde destaca por su química con la presentadora Renata Fan y también por su divertido estilo de entretener al público. En abril de 2020, lanzó el canal Denilson Show en YouTube.

### Participaciones en torneos internacionales
| Torneo                                | Sede                  | Resultado        | Partidos | Goles |
| ------------------------------------- | --------------------- | ---------------- | -------- | ----- |
| Copa Mundial de Fútbol Sub-20 de 1995 | Catar                 | Subcampeón       | 4        | 0     |
| Copa América 1997                     | Bolivia               | Campeón          | 5        | 1     |
| Copa Confederaciones 1997             | Arabia Saudita        | Campeón          | 5        | 0     |
| Copa de Oro de la Concacaf 1998       | Estados Unidos        | Tercer lugar     | 3        | 0     |
| Copa Mundial de Fútbol de 1998        | Francia               | Subcampeón       | 7        | 0     |
| Copa América 2001                     | Colombia              | Cuartos de final | 4        | 1     |
| Copa Mundial de Fútbol de 2002        | Corea del Sur y Japón | Campeón          | 5        | 0     |

### Participaciones en Eliminatorias
| Eliminatorias     | Resultado   | Partidos | Goles |
| ----------------- | ----------- | -------- | ----- |
| Eliminatoria 2002 | Clasificado | 6        | 0     |

### Estadísticas
| São Paulo · Brasil |                     |                     |     |    |    |    |    |    |    |     |     |      |      |
| 1.ª | 1994                | —                   | —   | —  | —  | —  | —  | 8  | 1  | 8   | 1   | 0,13 |      |
| 1.ª | 1995                | 18                  | 1   | 21 | 1  | 5  | 0  | 6  | 1  | 50  | 3   | 0,06 |      |
| 1.ª | 1996                | 18                  | 3   | 23 | 3  | 1  | 0  | 2  | 0  | 44  | 6   | 0,14 |      |
| 1.ª | 1997                | 14                  | 0   | 20 | 2  | 4  | 2  | 5  | 1  | 43  | 5   | 0,12 |      |
| 1.ª | 1998                | —                   | —   | 18 | 7  | 4  | 0  | —  | —  | 22  | 7   | 0,32 |      |
| Total club | Total club          | 50                  | 4   | 82 | 13 | 14 | 2  | 21 | 3  | 167 | 22  | 0,13 |      |
| Real Betis · España |                     |                     |     |    |    |    |    |    |    |     |     |      |      |
| 1.ª | 1998-99             | 35                  | 2   | —  | —  | 2  | 0  | 4  | 0  | 41  | 2   | 0,05 |      |
| 1.ª | 1999-00             | 32                  | 3   | —  | —  | 2  | 0  | —  | —  | 34  | 3   | 0,09 |      |
| 2.ª | 2000-01             | 21                  | 1   | —  | —  | —  | —  | —  | —  | 21  | 1   | 0,05 |      |
| 1.ª | 2001-02             | 34                  | 3   | —  | —  | 1  | 0  | —  | —  | 35  | 3   | 0,09 |      |
| 1.ª | 2002-03             | 25                  | 2   | —  | —  | 2  | 0  | 4  | 1  | 31  | 3   | 0,10 |      |
| 1.ª | 2003-04             | 29                  | 2   | —  | —  | 3  | 1  | —  | —  | 32  | 3   | 0,09 |      |
| 1.ª | 2004-05             | 10                  | 0   | —  | —  | 2  | 0  | —  | —  | 12  | 0   | 0,00 |      |
| 1.ª | 2005                | —                   | —   | —  | —  | —  | —  | 1  | 0  | 1   | 0   | 0,00 |      |
| Total club | Total club          | 186                 | 13  | 0  | 0  | 12 | 1  | 9  | 1  | 207 | 15  | 0,07 |      |
| CR Flamengo · Brasil |                     |                     |     |    |    |    |    |    |    |     |     |      |      |
| 1.ª | 2000                | 11                  | 3   | —  | —  | —  | —  | 6  | 1  | 17  | 4   | 0,24 |      |
| Total club | Total club          | 11                  | 3   | 0  | 0  | 0  | 0  | 6  | 1  | 17  | 4   | 0,24 |      |
| Girondins de Burdeos Francia | 1.ª                 | 2005-06             | 31  | 3  | —  | —  | 1  | 0  | —  | —   | 32  | 3    | 0,09 |
| Girondins de Burdeos Francia | Total club          | Total club          | 32  | 1  | 0  | 0  | 0  | 0  | 0  | 0   | 15  | 1    | 0.07 |
| Al Nassr Arabia Saudita | 1.ª                 | 2006-07             | 15  | 3  | —  | —  | —  | —  | —  | —   | 15  | 3    | 0,20 |
| Al Nassr Arabia Saudita | Total club          | Total club          | 15  | 3  | 0  | 0  | 0  | 0  | 0  | 0   | 15  | 3    | 0,20 |
| FC Dallas Estados Unidos |                     |                     |     |    |    |    |    |    |    |     |     |      |      |
| 1.ª | 2007                | 8                   | 1   | —  | —  | 1  | 0  | —  | —  | 9   | 1   | 0,11 |      |
| Total club | Total club          | 8                   | 1   | 0  | 0  | 1  | 0  | 0  | 0  | 9   | 1   | 0,11 |      |
| SE Palmeiras · Brasil | 1.ª                 | 2008                | 30  | 3  | 15 | 3  | 4  | 0  | 6  | 1   | 55  | 7    | 0,13 |
| SE Palmeiras · Brasil | Total club          | Total club          | 30  | 3  | 15 | 3  | 4  | 0  | 6  | 0   | 55  | 7    | 0,13 |
| Itumbiara EC · Brasil | 4.ª                 | 2009                | —   | —  | —  | —  | —  | —  | —  | —   | 0   | 0    | 0,00 |
| Itumbiara EC · Brasil | Total club          | Total club          | 0   | 0  | 0  | 0  | 0  | 0  | 0  | 0   | 0   | 0    | 0,00 |
| Hải Phòng FC Vietnam | 1.ª                 | 2009                | 1   | 1  | —  | —  | —  | —  | —  | —   | 1   | 1    | 1,00 |
| Hải Phòng FC Vietnam | Total club          | Total club          | 1   | 1  | 0  | 0  | 0  | 0  | 0  | 0   | 1   | 0    | 1,00 |
| AO Kavala · Grecia | 1.ª                 | 2009-10             | —   | —  | —  | —  | —  | —  | —  | —   | 0   | 0    | 0,00 |
| AO Kavala · Grecia | Total club          | Total club          | 0   | 0  | 0  | 0  | 0  | 0  | 0  | 0   | 0   | 0    | 0,00 |
| Total en su carrera | Total en su carrera | Total en su carrera | 321 | 31 | 97 | 16 | 32 | 3  | 42 | 6   | 492 | 56   | 0,11 |
| (1) Incluye datos de Copa Centenario de la AFA (1993-94); Copa de Italia (1995-00) y Copa del Rey / Supercopa de España (2000-09). (2) Incluye datos de Supercopa Sudamericana (1994); Copa Libertadores de América (1995); Liga de Campeones de la UEFA (1999-07); Copa de la UEFA (2001-08) y Copa Intertoto de la UEFA (2005). |                     |                     |     |    |    |    |    |    |    |     |     |      |      |

## Palmarés

### Campeonatos estatales
| Título              | Club      | Estado    | Año  |
| ------------------- | --------- | --------- | ---- |
| Campeonato Paulista | Palmeiras | São Paulo | 2008 |

### Campeonatos nacionales
| Título       | Club       | País   | Año     |
| ------------ | ---------- | ------ | ------- |
| Copa del Rey | Real Betis | España | 2004/05 |

### Copas internacionales
| Título                 | Club                | Sede                  | Año  |
| ---------------------- | ------------------- | --------------------- | ---- |
| Copa Conmebol          | São Paulo           | Montevideo            | 1994 |
| Copa América           | Selección de Brasil | Bolivia               | 1997 |
| Copa Confederaciones   | Selección de Brasil | Arabia Saudita        | 1997 |
| Copa Mundial de Fútbol | Selección de Brasil | Corea del Sur y Japón | 2002 |

### Distinciones individuales
| Distinción                                   | Año  |
| -------------------------------------------- | ---- |
| Balón de Oro en la Copa FIFA Confederaciones | 1997 |
| Equipo Ideal de América                      | 1997 |